# أندرياس فينسيجويرا
أندرياس فينسيجويرا (بالسويدية: Andreas Vinciguerra) مواليد 19 فبراير 1981 في مالمو، هو لاعب كرة مضرب سويدي بدأ مسيرته كمحترف سنة 1998 يلعب باليد اليسرى ويحتل حالياً المرتبة رقم. 574 (8 يوليو 2013) في تصنيف رابطة محترفي كرة المضرب. أعلى تصنيف له في الفردي كان المركز الـ 33 في سنة 2001. شارك في دورة الألعاب الأولمبية الصيفية.

## روابط خارجية
- أندرياس فينسيجويرا على موقع رابطة محترفي التنس (الإنجليزية)
- أندرياس فينسيجويرا على موقع الاتحاد الدولي لكرة المضرب (الإنجليزية)
- أندرياس فينسيجويرا على موقع كأس ديفيز (الإنجليزية)
- أندرياس فينسيجويرا على موقع خلاصة التنس.كوم (الإنجليزية)
- أندرياس فينسيجويرا على موقع إي إس بي إن.كوم (الإنجليزية)
- أندرياس فينسيجويرا على موقع أوليمبيديا (الإنجليزية)
- أندرياس فينسيجويرا على موقع اللجنة الأولمبية السويدية (السويدية)